# Epibrontis hemichlaena
Epibrontis hemichlaena är en fjärilsart som beskrevs av Oswald Beltram Lower 1897. Epibrontis hemichlaena ingår i släktet Epibrontis och familjen stävmalar. Inga underarter finns listade i Catalogue of Life.